# Richard Currier
Richard C. Currier, auch Dick Currier, (* 26. August 1892 in Denver, Colorado, USA; † 14. Dezember 1984 in El Toro, Kalifornien, USA) war ein US-amerikanischer Filmeditor.

## Leben
Currier begann seine Laufbahn als Filmeditor in den frühen 1920er Jahren und war bis in die 1930er Jahre vor allem an Kurzfilmen beteiligt. Er arbeitete mit Stan Laurel und Oliver Hardy an zahlreichen Filmen. In dieser Zeit war er für den Produzenten Hal Roach tätig. Ende der 1920er inszenierte er einige Filme selbst. Ab 1951 war er vermehrt für das Fernsehen tätig. Seine letzte Produktion stammt aus dem Jahr 1959. Insgesamt wirkte er an mehr als 300 Produktionen mit.

## Filmografie (Auswahl)
- 1920: Kick
- 1927: Hats Off!
- 1927: Das Haus der tausend Freuden (Call of the Cuckoo)
- 1927: Love ’Em and Weep
- 1928: Should Married Men Go Home?
- 1928. Their Purple Moment
- 1937: Slipping Wives
- 1927: Die unfolgsame Tochter (Why Girls Say No)
- 1927: Sugar Daddies
- 1928: Von der Suppe zum Dessert (From Soup to Nuts)
- 1928: Der beleidigte Bläser (You're Darn Tootin)
- 1928: Their Purple Moment
- 1928: Early To Bed
- 1928: Habeas Corpus
- 1929: Wrong Again
- 1929: Im Strudel der Gosse (We Faw Down)
- 1929: Das ist meine Frau (That’s my Wife)
- 1929: Der Prinz im Fahrstuhlschacht (Double Whoopee)
- 1929: Berth Marks
- 1929: Als Matrosen (Men O'War)
- 1929: Eine Landpartie (Perfect Day)
- 1929: Das feuchte Hotelbett (They Go Boom)
- 1929: Bacon Grabbers
- 1929: Unschuldig hinter Gittern (The Hoose-Gow)
- 1929: Kuschel-Liebe (Angora Love)
- 1929: Gib mir den Hammer (Night Owls)
- 1930: Unter Null (Below Zero)
- 1930: Panik auf der Leiter (Hog Wild)
- 1930: Teacher’s Pet
- 1930: Pups Is Pups
- 1930: Ohne Furcht und Tadel (The Laurel and Hardy Murder Case)
- 1930: Als Wohnungsagenten (Another Fine Mess)
- 1931: Sei groß! (Be Big)
- 1931: Die Dame auf der Schulter (Chickens Come Home)
- 1931: Retter in der Not (One Good Turn)
- 1931: Alle Hunde lieben Stan (Laughing Gravy)
- 1931: Die Braut wird geklaut (Our Wife)
- 1931: Hosen runter (Come Clean)
- 1932: Gelächter in der Nacht (Scram!)
- 1932: Gehen vor Anker (Any Old Port!)
- 1932: Dick und Doof adoptieren ein Kind (Their First Mistake)
- 1935: Man on the Flying Trapeze
- 1941: Tanks a Million
- 1941: Herr der Zombies – Insel der lebenden Toten (King of the Zombies)
- 1942: Flying with Music
- 1944: Belita tanzt (Lady, Let’s Dance)
- 1945: Sunbonnet Sue
- 1946: Charlie Chan – Ein fast perfektes Alibi (Dark Alibi)
- 1946: Charlie Chan – Schatten über Chinatown (Shadows Over Chinatown)
- 1946: Charlie Chan – Gefährliches Geld (Dangerous Money)
- 1946: Charlie Chan – Die Falle (The Trap)
- 1949: Dem Rauschgift verfallen (She Shoulda Said No!)
- 1959: The Cosmic Man